# الضربة الثانية (استراتيجية)

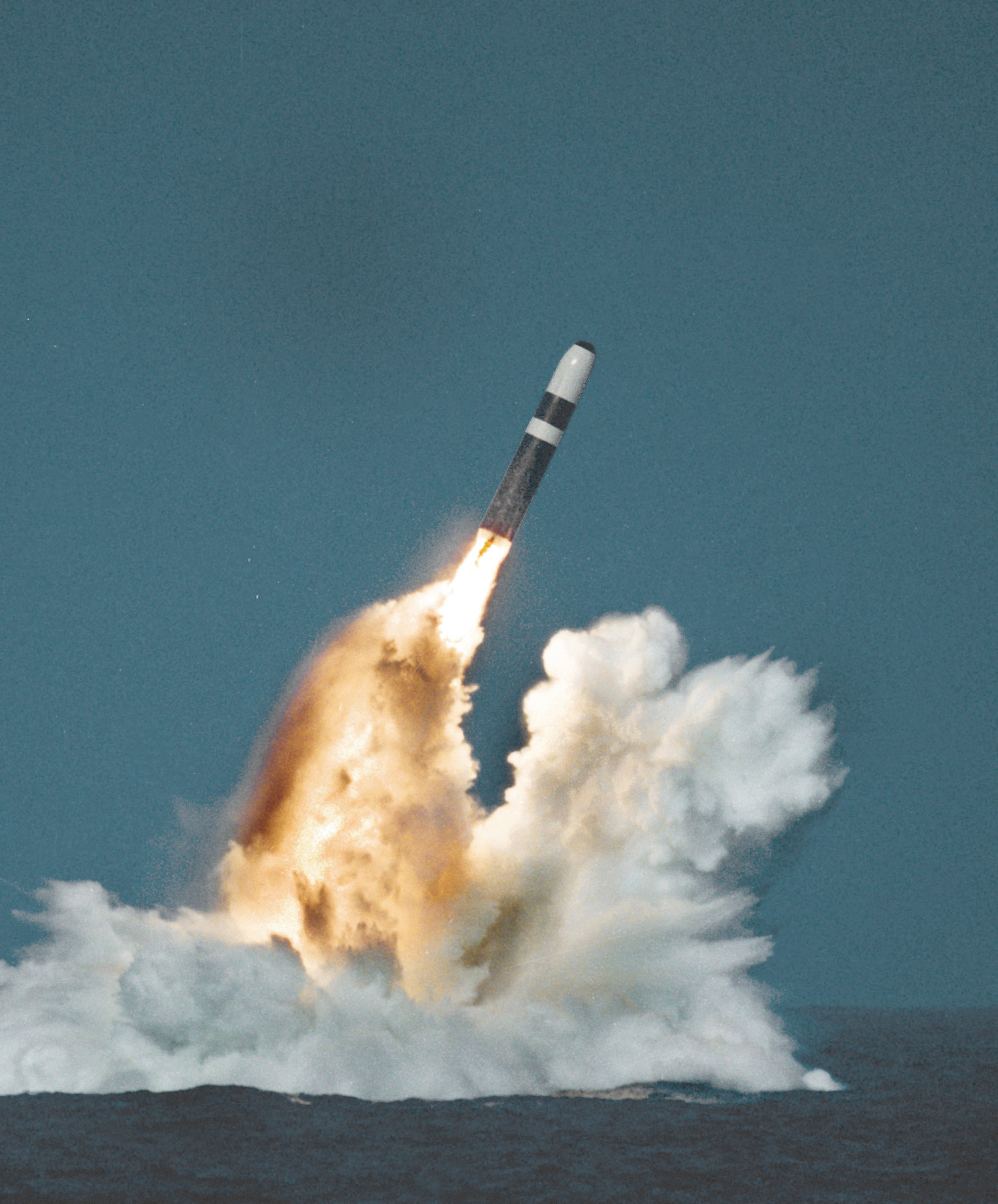
صاروخ ترايدنت أطلق من غواصة صواريخ باليستية

الضربة الثانية في الاستراتيجية النووية تكون الضربة الثانية هي قدرة مؤكدة للدولة على هجوم نووي مع انتقام نووي قوي ضد المهاجم حيث إن الحصول على مثل هذه القدرة يعتبر أمر حيوي في الردع النووي وإلا فقد يحاول الطرف الآخر محاولة كسب حرب نووية في الضربة الأولى ضد القوات النووية للخصم.

## النظرية
إن امتلاك قدرة الضربة الثانية للتصدى لتهديد نووي من الدرجة الأولى يمكنه دعم إستراتيجية نووية لا تستخدم أولاً وعادة ما تتسبب قدرات الضربة الثانية في إستراتيجية الدفاع دمار متبادل مؤكد على الرغم من أن أحد الأطراف قد يكون لديه استجابة ردع أدنى.
يمكن تعزيز قدرات الضربة الثانية من خلال تطبيق آليات الفشل القاتل. هذه الآليات تخلق عتبة وعواقب مضمونة إذا تم خرق هذه العتبة على سبيل المثال قد تكون العتبة لدولة حليفة لا يمكن مهاجمتها.